# Grzbiet Alpha

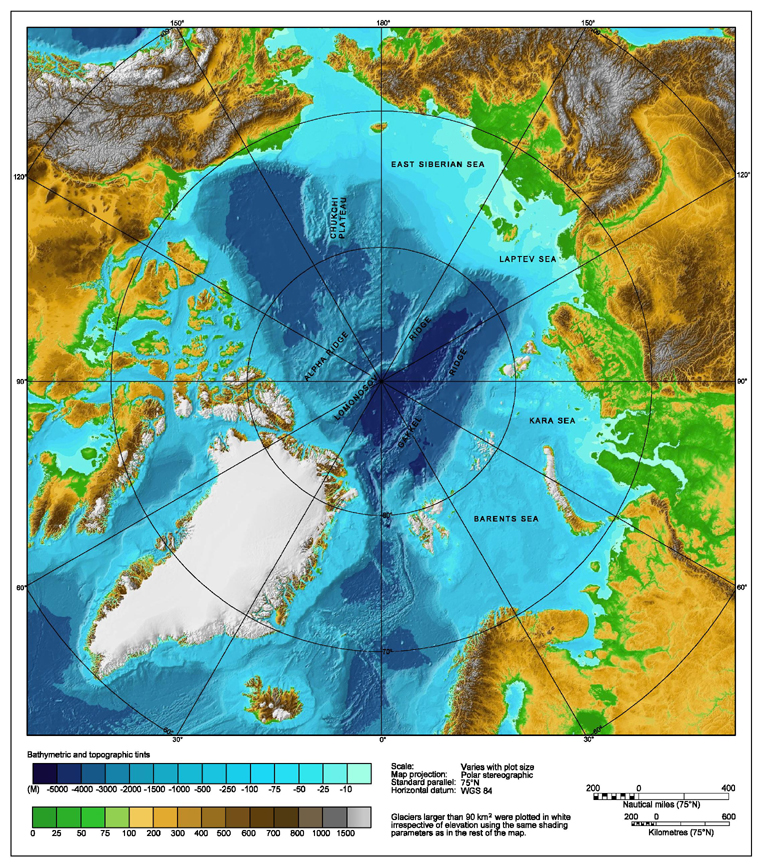
Mapa topograficzna Arktyki

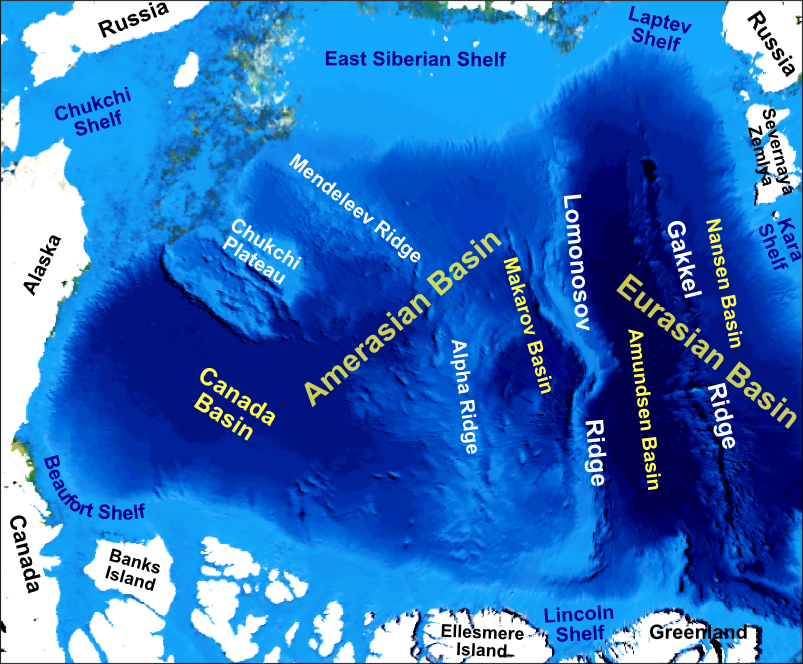
Grzbiety i baseny Oceanu Arktycznego

Grzbiet Alpha (ang. Alpha Ridge) – grzbiet podmorski na dnie Oceanu Arktycznego, w części zwanej Basenem Amerazjatyckim. Łączy się z Grzbietem Mendelejewa. Razem oddzielają Basen Beauforta od Basenu Makarowa.
Grzbiet Alpha jest zbudowany ze skał wulkanicznych. Utworzył się w aktywnej strefie spreadingu w czasie, gdy powstawał Basen Amerazjatycki. Został odkryty w 1963 r. Najwyższe wzniesienia grzbietu sięgają 2000 m powyżej dna morza. Jego szerokość waha się od 200 do 450 km. Grzbiet Alpha, Grzbiet Łomonosowa i Grzbiet Gakkela (współcześnie aktywna strefa spreadingu) są trzema największymi grzbietami dzielącymi dno Oceanu Arktycznego; biegną one mniej więcej równolegle.

## Kontrowersje
Ekspedycja kanadyjska z 1983 r. przedstawiła dane sugerujące, że Grzbiet Alpha jest przedłużeniem szelfu północnoamerykańskiego (jest zbudowany ze skorupy kontynentalnej) i na tej podstawie Kanada rości sobie prawa do tego obszaru.
Inne badania sugerują, że jest on zbudowany ze skorupy oceanicznej i budowa płaszcza pod nim jest podobna do Grzbietu Reykjanes, północnej części Grzbietu Śródatlantyckiego.